# Arthropteris
Genre
Arthropteris est un genre de fougères de la famille des Tectariaceae.

## Liste d'espèces
Selon Catalogue of Life (7 novembre 2019) :
- Arthropteris altescandens (Colla) J. Sm.
- Arthropteris articulata (Brack.) C. Chr.
- Arthropteris beckleri (Hook.) Mett.
- Arthropteris boutoniana (Hook.) Pic. Serm.
- Arthropteris cameroonensis Alston
- Arthropteris monocarpa (Cordem.) C. Chr.
- Arthropteris neocaledonica Copel.
- Arthropteris orientalis (Gmel.) Posthumus
- Arthropteris palisotii (Desv.) Alston
- Arthropteris parallela (Bak.) C. Chr.
- Arthropteris paucivenia (C. Chr.) H. M. Liu, Hovenkamp & H. Schneid.
- Arthropteris submarginalis Domin
- Arthropteris tenella (G. Forst.) J. Sm.

Selon Tropicos (7 novembre 2019) (Attention liste brute contenant possiblement des synonymes) :
- Arthropteris albopunctata J. Sm.
- Arthropteris altescandens (Colla) J. Sm.
- Arthropteris anniana Lawalrée
- Arthropteris antun-gupffertiae Lawalrée
- Arthropteris archboldiae Copel.
- Arthropteris articulata C. Chr.
- Arthropteris beckleri Mett.
- Arthropteris boutoniana (Hook.) Pic. Serm.
- Arthropteris cameroonensis Alston
- Arthropteris guinanensis H.G. Zhou & Y.Y. Huang
- Arthropteris monocarpa (Cordem.) C. Chr.
- Arthropteris neocaledonica Copel.
- Arthropteris obliterata (R. Br.) J. Sm.
- Arthropteris orientalis (J.F. Gmel.) Posth.
- Arthropteris palisotii (Desv.) Alston
- Arthropteris parallela C. Chr.
- Arthropteris paucivenia (C. Chr.) H.M. Liu, Hovenkamp & H. Schneid.
- Arthropteris ramosa (P. Beauv.) Mett.
- Arthropteris repens (Brack.) C. Chr.
- Arthropteris tenella (G. Forst.) J. Sm. ex Hook. f.
- Arthropteris trichophlebia C. Chr.